# 道明·杜卡
道明·杜卡（捷克語：：1943年4月26日—）是捷克籍天主教司鐸級樞機、道明會會士及現任布拉格總教區總主教。

## 生平
杜卡尼於1943年4月26日在波希米亞赫拉德茨-克拉洛韋出生，原名雅羅斯拉夫·瓦茨拉夫·杜卡。他於1970年6月22日在道明會晉鐸。在五年來，他在布拉格總教區的各個堂區進行牧民工作。
1975年，共產黨政府打壓天主教。在將近15年時間，直到1989年政權崩潰，他一直在皮爾森工廠擔任的設計師。在此期間，他曾在秘密教授神學。他曾就讀於利托梅日採的神學院。1979年，他在波蘭華沙的神學院獲得了神學學位。在1981年至1982年，他被關押在皮爾森。
1998年9月26日晉牧，並被時任教宗若望·保祿二世任命為赫拉德茨-克拉洛韋教區主教。自2004年11月6日，任利托梅日采教區宗座署理。直到2010年4月26日，接替榮休的米洛斯拉夫·弗爾克樞機，擔任布拉格總教區總主教及捷克首席主教。
2012年2月18日，被時任教宗本篤十六世冊封為司鐸級樞機，領聖瑪策林及聖伯多祿堂區司鐸銜。2012年4月21日，他被任命為聖座修會部和宗座正義與和平理事會成員。他曾參與2013年教宗選舉秘密會議，當時選出的是教宗方濟各。

## 牧徽

多明我·杜卡枢机牧徽